# Christian Sigfred von Plessen (1696-1777)
 Der er flere personer med dette navn, se Christian Sigfred von Plessen.
Christian Sigfred von Plessen (født 22. september 1696, død 9. april 1777) var en dansk godsejer. Han var søn af gehejmeråd Christian Siegfried von Plessen fra Mecklenburg og broder til Carl Adolph og Christian Ludvig von Plessen.
Plessen var født 22. september 1696, studerede i sin ungdom udenlands og købte 1723 godserne Næsbyholm og Bavelse. Han ægtede den 19. december 1724 på Møllerup Elisabeth Trolle (1696 – 15. august 1729), en datter af oberstløjtnant Christian Trolle til Rygård og Hilleborg Trolle født Gyldenstjerne.
I biblioteket på Næsbyholm tilfredsstillede Suhm sin første læselyst, da han som ungt menneske opholdt sig der med sin fader. Hustruens tidlige død den 15. august 1729 var vistnok anledning til, at Plessen tog ophold i udlandet, og 1755, året efter at han havde mistet sin eneste søn og arving, Christian Frederik von Plessen (1717 – 19. april 1754), solgte han sine godser.
At han dog ikke glemte sit fædreland, viste han, da han gav en betydelig belønning til de fem fiskere, som 1774 havde reddet en engelsk kaptajn under en stranding i Hornbæk Bugt, hvorfor Ewald berømmer ham i Fiskerne som "en ædel dansk". Plessen boede da i Courteaux i Languedoc og han døde i Paris den 9. april 1777. Fra 1768 var han Ridder af Dannebrog.